# 최문순 (1956년)
최문순(崔文洵, 1956년 2월 4일~)은 대한민국의 언론인, 정치인이다. 제27대 문화방송 사장(2005. 2.~2008. 2.)을 지냈으며, 제18대 국회의원(2008. 5.~2011. 2.), 제36·37·38대 강원도지사(2011. 4.~2022. 6.)를 지냈다. 본관은 강릉(江陵)이다.
1984년에서 2008년 1월 MBC 퇴사를 할 때까지 MBC 기자로 활동한 그는, MBC 언론노조 위원장, 최연소 MBC 사장, 제13대 한국방송협회 회장을 지냈다. 통합민주당 비례 대표로 제18대 국회에 입성하여 민주당 원내부대표를 지냈다. 18대 국회의원 사퇴 후 지방 선거에 출마하여 민선 5·6·7기 강원도지사에 당선되었다.

## 학력
- 1968년 춘천국민학교 졸업
- 1971년 춘천중학교 졸업
- 1974년 춘천고등학교 졸업
- 1978년 강원대학교 영어교육학 학사
- 1984년 서울대학교 대학원 영어영문학과 문학석사(학위논문명: The Meaning structure of intensive predicates)

## 경력
- 1984년~1997년: MBC 보도국 사회부 기동취재반 기자
- 1995년~1996년: MBC 노조위원장
- 1998년: 전국언론노동조합 위원장
- 2000년: 전국언론노동조합 초대위원장(산별 노조 전환)
- 2001년: MBC 보도국 기획취재부 차장, MBC 인사부 차장
- 2002년: MBC 보도국 사회부 차장
- 2003년: MBC 보도국 인터넷뉴스부 부장대우
- 2003년 7월~2003년 12월: MBC 보도국 인터넷뉴스센터 취재에디터
- 2005년 2월~2008년 2월: MBC 대표이사 사장
- 2005년 4월~2006년 3월: 제12대 한국방송협회 부회장
- 2006년 4월~2007년 4월: 제13대 한국방송협회 회장
- 2007년 4월~2008년 3월: 제14대 한국방송협회 부회장
- 2008년 4월 9일: 대한민국 제18대 국회의원 선거 당선(비례대표, 통합민주당, 초선)
- 2008년 5월~2011년 2월: 제18대 국회의원(비례대표, 통합민주당→민주당, 초선)[2]
- 2008년 6월: 제18대 통합민주당 언론장악저지대책위원회 간사, 국제경기대회개최 및 유치지원특별위원회 위원
- 2008년: 제18대 문화체육관광방송통신위원회 위원
- 2009년 5월~2010년 5월: 제18대 민주당 원내부대표
- 2010년 11월: 제18대 민주당 개혁특별위원회 위원, 제18대 민주당 유비쿼터스위원회 위원장
- 2011년 2월: 국회의원직 사퇴, 제18대 민주당 2018 강원도 평창 동계올림픽 유치 위원회 수석부위원장
- 2011년 4월 27일: 2011년 상반기 재보궐선거 당선(민선 5기, 강원도지사, 민주당, 초선)
- 2014년 6월 4일: 제6회 전국동시지방선거 당선(민선 6기, 강원도지사, 새정치민주연합, 재선)
- 2018년 6월 13일: 제7회 전국동시지방선거 당선(민선 7기, 강원도지사, 더불어민주당, 3선)
- 2011년 4월~2022년 6월: 제36·37·38대 강원도지사(민선 5·6·7기, 민주당→민주통합당→민주당→새정치민주연합→더불어민주당, 3선)
- 2011년 4월~2022년 6월: 강원도립대학교 이사장
- 2014년 3월~2014년 7월: 전국시도지사협의회 회장(권한대행)
- 2014년 9월~만료 : 제3대 지역균형발전협의체 공동회장[3]
- 2016년 9월~2017년 7월: 제10대 전국시도지사협의회 회장
- 2017년 1월~만료 : 대한탁구협회 부회장
- 2018년 9월~2022년 9월: 더불어민주당 참좋은지방정부위원회 공동위원장
- 2021년 7월~2021년 8월: 제20대 대통령 선거 더불어민주당 예비경선후보

## 생애

### 언론인
1984년에 MBC에 입사하여 보도국 사회부 기동 취재반 기자로서 활동했다. 보도국 기자 시절 사회 비리 고발 프로그램인 《카메라 출동!》을 기획했다.
1995년부터 1996년까지 MBC 노조위원장으로서 활동하였고 이로 인해 1996년 한 차례 해직된 바 있으나 이듬해인 1997년 다시 복직되었다. 1998년부터 전국언론노동조합연맹 위원장을 맡아서 활동했고, 2000년 11월 24일에 있었던 산별 전국언론노조의 출범을 앞당기는 데 기여하였고 초대 위원장이 되었다.
2001년 MBC 인사부, 2002년 보도국 사회부 차장, 2003년 보도국 인터넷뉴스부 부장대우 등을 역임했다. 2005년부터 2008년까지 MBC 대표이사를 역임하고, 제13대 한국방송협회 회장을 역임했다.

### 제18대 국회의원
제18대 총선에서 통합민주당에 비례대표 신청을 했고 10번을 부여받아 당선되며 정계에 입문하였다. 문화체육관광방송통신위원회 위원과 민주당의 원내부대표, 유비쿼터스 위원장 등으로 활동하였다.

#### 국회 문화체육관광방송통신위원회
한나라당 대표 박희태가 언론관계법에 대한 사회적 논의기구의 위상을 폄하하는 발언을 했다. 이에 2009년 3월 5일, 최문순은 비례대표직을 버리고 4.29 재보선에 출마할테니 같은 지역구에서 맞대결하자고 박희태에게 제안했다.
7월 22일, 미디어 관련법 개정 법안이 통과됐다. 이에 7월 23일, 언론계 비례대표로서 당선되어 제 할 일을 못했다는 책임을 느끼고 의원직 사퇴서를 제출했다. 7월 24일, 천정배 의원도 의원직 사퇴서를 제출했다. 10월 29일, 장세환 의원도 헌법재판소가 미디어법 처리과정의 위법성을 인정하고서도 표결 무효 요청을 기각하자 의원직 사퇴서를 제출했다.
이후 최문순은 시민사회단체와 함께 '언론악법 원천무효 1000만 인 서명 운동'을 진행했고, 화계사에 들어가 '언론악법 참회와 정진 2만 배'를 올리기도 했다.
2010년 1월 10일, 국회 문화체육관광방송통신위원회 소속 최문순, 천정배, 장세환 등은 국회에 복귀하기로 했다. 이들은 미디어법 재논의를 받아들이지 않겠다면 의원직 사퇴서를 수리하라고 압박했지만, 국회의장 김형오는 이들의 사퇴서를 수리하지 않았다. 의원직 사퇴서를 제출한 3인의 원외 투쟁이 계속되자, 야당 의원 등은 이들에게 원내 복귀를 통해 미디어법 재논의 불씨를 살려야 한다는 권유를 했다.

#### 국회 천안함특위
2010년 9월 13일, 천안함 침몰 사건에 대한 국방부의 최종 보고서 발표가 있었다. 이에 9월 14일, 최문순은 여전히 의혹은 풀리지 않는다고 주장하며 10대 공개 질의를 했다. 주요 내용은 ▲당초 발표와 달라진 어뢰의 폭발력과 관련한 부분 ▲스웨덴 조사팀의 소극적 동의의 배경 및 참여 부분 ▲UN 안보리에 보고된 별도의 보고서 2건에 관한 부분 ▲프로펠러의 변형과 관련한 부분 등이다. 천안함 사고 이후 최문순은 각계 전문가들과 토론회를 열었다. 2010년 9월 15일에는 국회의원 회관에서 이태호 참여연대 처장, 노종면 언론3단체 천안함 검증위원, 이종인 알파잠수기술공사 대표, 김금식 경남대 교수 등이 토론자로 참여하고 백낙청 서울대 명예교수가 배석하는 토론회를 열었다. 최문순은 천안함 사고와 관련하여 자체적으로 백령도 인근의 현장 탐사에 나서는 등 원인과 의혹 규명을 위한 활발한 활동을 벌였다.

#### 기타
- 최문순은 2008년 9월 5일에 논평을 내어 "고려대학교 박물관 APCA(문화예술최고위과정) 수강생들이 이명박 정부 들어 '고소영(고려대학교·소망교회·영남출신)' 만큼은 아니더라도 꽤 중용되고 있는 인맥이다. 고려대학교 박물관 APCA는 처음부터 정치 인맥을 맺기 위해 만들어졌을 가능성이 높다"라고 지적했다. 저축은행들의 부실·불법·비리가 사회문제로 떠오르는 상황 속에서 수천억 원을 횡령해 해외로 도피하려다 잡힌 김찬경 미래저축은행 회장이 5년 전에 이명박 대통령과 고려대학교 박물관 APCA을 함께 다닌 사실이 문화일보에 의해 2012년 5월 8일에 드러나면서 과거 최문순의 의혹 제기가 재조명받았다.[15][16]

### 강원도지사
2011년 1월 27일에 이광재가 대법원에서 원심의 징역형에 대해 확정 판결을 받아 강원도지사직을 최종적으로 상실하게 되면서 강원도지사 보궐선거가 확정됐다. 이후 최문순은 강원도지사 후보로 권유받았으나 여러 이유로 고사했다. 하지만 민주당의 강력한 권유로 2월 25일에 강원도지사 출마를 선언했고 2월 28일에 국회의원직을 사퇴했으며 3월 3일 예비후보에 등록했다. 최문순은 3월 30일과 31일 사이에 당원 2,709명이 참여한 전수조사와 3,000명을 대상으로 한 여론조사를 합친 민주당 강원도지사 후보 경선에서 55.8%의 지지율을 얻어 조일현 후보(29.0%), 이화영 후보(15.2%) 등을 누르고 출마가 확정됐고,4월 27일에 강원도지사에 당선됐다.
2011년 7월 7일, 2018년 동계 올림픽의 평창 유치가 결정됐고, 최문순은 강원도지사로서 이 올림픽 준비가 역점 사업 가운데 하나가 됐다. 도지사 취임 1년 차 도정 전 분야에 걸쳐 고른 성과를 거양하여 정부합동평가 2위 달성 등 86개 분야에서 우수한 성과를 거두어 121억 원의 재정 인센티브를 지원받았다.
2014년 제6회 지방 선거에서 재선에 성공하여 제37대 강원도지사를 연임하고 있다. 또한 제 7회 전국동시 지방선거에서 64.7%의 압도적인 지지로 3선에 성공했다."한 번도 혁신하지 않은 새정치연합 변해야". 오마이뉴스. 2014년 6월 19일.</ref>

## 논란

### 러시아 대사 발언 왜곡 여부
쿠르스크 호 침몰 사고은 2000년 8월 12일 노르웨이 북부 바렌츠해에서 훈련 중이던 러시아 핵잠수함이 폭발음과 함께 가라앉아 승무원 118명이 모두 숨진 사건이다. 러시아 정부는 쿠르스크 호가 당시 정찰 활동을 하던 미군 잠수함과 충돌했다고 주장했지만, 결국 러시아 핵잠수함의 어뢰에서 연료가 누출되면서 폭발이 일어났다는 결론을 내렸다.
2010년 6월 17일, 국회 천안함특위 소속 의원인 최문순은 주한 러시아 대사 브누코프를 만나 5월 31일부터 6월 7일까지 진행된 러시아 조사단의 활동과 관련한 러시아의 입장을 청취했다. 최문순은 브누코프가 다음과 같은 말을 했다고 전했다.
이번 한국에 파견된 3명의 러시아 전문가는 2000년 러시아 원자력 잠수함 쿠르스크 호 침몰 사건을 조사했던 당사자로서 현장 경험이 풍부한 해군 전문가이다. 러시아 조사단은 연방 대통령이 직접 파견한 전문가로서 객관적·과학적 분석 결과를 대통령에게 직접 보고할 것이며, 연방정부 대통령은 정치적으로 책임있는 결론을 내릴 것이다. 이들은 한국 조사단에게서 많은 조사 자료와 어뢰 파편 등의 증거자료를 받아 추가 분석 중이며, 생존 장병들도 면담했다. 객관적·과학적으로 추가적 분석을 통해 누가 책임을 져야하는지를 정하고, 결과가 나오면 무조건 처벌해야 한다. 객관적·과학적 분석이 가장 중요하다. 북한과 한국이 자제력을 발휘하고 긴장이 악화되지 않도록 해줄 것을 호소한다. 유엔 안보리 제재 논의에 대해선 한국도 새로운 제재를 가하는 것을 원하지 않는다고 생각한다. 실제로 북핵 실험시 모든 제재가 가해졌고 더는 제재를 추가할 것이 존재하지 않는 상황이다.

이후 천안함 침몰 사건과 관련해서 러시아 대사가 쿠르스크 호 폭발 사고와 똑같다는 발언을 했다고 알려졌고, 상당수 언론에서 브누코프 대사가 천안함이 내부 폭발로 침몰했다고 주장한 것처럼 해석했다. 이에 대해 러시아 대사관 측은 “대사의 발언을 엄중하게 왜곡하는 기사이다. 이 사실에 격분한다. 천안함 침몰사건 원인에 대해 러시아 대사에 귀착시키는 발언은 뻔뻔스러운 거짓말이다. 최문순 의원 측은 러시아 대사에게 사과해야 한다”고 말했다. 외교통상부 관계자도 “주한 러시아 대사관에 확인한 결과, 러시아 대사는 천안함 침몰이 크루스크호 침몰과 똑같다고 언급한 바가 없다. 러시아 정부가 천안함이 내부폭발로 침몰했다고 잠정 결론내렸다는 것은 전혀 사실이 아니라고 밝혔다”고 말했다.
이에 대해 최문순은 "우리는 `내부 폭발'이라고 언급한 적이 없다. 러시아 대사의 발언은 쿠르스크호의 사례처럼 성급하게 판단하면 오류를 범할 수 있다는 원칙적 입장을 밝힌 것이라고 본다"고 말했다.

### 강원도의회 도정질의 실신 사건
2015년 10월 14일, 도정 질의에 대한 답변 중 의식을 잃고 쓰러져 과로와 과음 공방을 빚었다. 이틀 후인 2015년 10월 16일 오전 강원도 의회에서 본회의가 열리기에 앞서 이틀 전 도정 질의 도중 실신한 것에 대해 사과했다.
이에 해당하는 사과문 전문은 다음과 같다.

존경하는 김시성 의장님 의원 여러분. 그리고 자랑스런 강원도민 여러분. 제가 이틀 전 도정 질의 도중에 이곳 본회의장에서 보여드려서는 안될 장면을 도민들과 의원님들께 보여드린 데 대해 사과 드리고 송구스럽게 생각합니다.
또 의회 일정에 차질을 드리게 된 점 역시 사과 드립니다. 저 개인적으로도 난생 처음 겪는 일이라 당혹스럽고 부끄럽기 짝이 없습니다. 어떤 연유에서건 공직자의 가장 큰 책무 중의 하나인 자기관리에 허점을 보였다는 점에서 어떤 변명도 있을 수 없다고 생각합니다.
앞으로 철저하게 자기 관리를 해서 도민 여러분들에게 또 의원님들께 불안정한 모습을 보이지 않도록 하겠습니다. 그러나 만취해서 공직자의 품위를 손상하거나 도정질의에 참석하지 못할 정도로 음주를 하지는 않았습니다.
외국 손님들과의 환영식사를 잘 마치고 귀청하는 중 갑자기 처음 겪어보는 현기증과 구토 증세가 일어났습니다. 이미 몸을 가누기가 힘든 상태여서 본 회의장에 들어가서는 안 된다는 생각을 하면서도 의회와 사전 협의가 안 돼 있고 또 곧 가라 앉겠지 안이한 생각으로 입장을 했다가 불편한 모습을 보여드리게 됐습니다.
다시 한번 도민 여러분과 존경하는 의원님들께 저 자신도 도저히 이해할 수 없고 받아들이기 힘든 모습을 공개적인 자리에서 보여 드린 데 대해 깊이 사과 드립니다. 자기 관리를 철저히 하지 않은 오만의 결과라고 생각합니다.
앞으로 저 자신을 비롯해서 시간과 돈에 쫓기면서 각종 난제들을 풀어나가고 있는 도청 실국장들과 직원들의 건강이 손상되고 있지는 않은지 살피면서 모든 것이 부족한 강원도 발전에 더욱 일로매진 할 수 있도록 최선을 다하겠습니다. 감사합니다.

## 평가
- 최문순은 국회 국정감사와 상임위원회 활동을 통해 의정활동 능력을 인정받아 시민단체가 선정하는 우수 국회의원으로 뽑혔다. 경제정의실천시민연합(이하 경실련)은 2010년 국정감사 우수 의원으로 최문순을 선정했다. 2010년 10월 24일, 경실련은 2010년 국회 국정감사를 평가하는 동시에 각 상임위원회 별 우수 의원 18명과 베스트·워스트 상임위원회를 선정했다. 국회 문화체육관광방송통신위원회(이하 문방위) 우수 의원으로 뽑힌 최문순은 2008년에 이어 두 번째로 문방위 국정감사 우수 의원으로 선정됐다.[6][30]
- 최문순은 '2014 매니페스토(지방선거부문) 약속대상'에서 민선 6기 광역자치단체장 선거공보 부문에서 최우수상을 수상했다. 한국매니페스토 실천본부가 주최한 '2014 매니페스토 약속 대상'은 대한민국 제6회 지방 선거에서 광역·기초 자치단체장, 교육감후보자들이 발표한 선거공보, 선거공약서를 대상으로 2014년 8월 25일부터 2014년 8월 29일까지 신청을 받아 전문 평가단의 평가를 거쳐 분야별 최우수상과 우수상을 선정했다. 평가는 내용성(20), 충실성(20), 창의성(10)을 평가기준으로 총 3개 분야 22개 세부 지표로 했으며 지표별로 5점 척도로 평가하고 이를 가중치에 따라 총 50점 만점으로 환산하는 방식으로 이뤄졌다. 강원도는 이 평가에서 민선 6기 '최문순 도정'의 강원 중심 5대 비전에 대한 철학과 가치가 명확히 제시되었고, 내용면에 있어서 지역 현안별 이해도가 충분하고 그에 대한 정책 대안이 마련되었으며, 충실성에 있어서는 분야별로 실천 가능하고 지역 주민의 삶의 질을 높이는 구체적인 맞춤형 공약이 제시되었고, 형식에 있어서도 핵심 공약별 우선 순위에 따라 도민들이 알기 쉽게 작성되었다는 평가를 받았다.[31]

## 저서
- 《감자의 꿈》. 고즈윈. 2014년. ISBN 9788992975841

## 역대 선거 결과
|  | 25.17% |

|  | 51.08% |

|  | 49.76% |

|  | 64.73% |

## 소속 정당
| 소속 정당 | 소속 정당      | 소속 기간 | 비고      |
| --------- | -------------- | --------- | --------- |
|           | 통합민주당     | 2008      | 정계 입문 |
|           | 민주당         | 2008~2011 | 당명 변경 |
|           | 민주통합당     | 2011~2013 | 합당      |
|           | 민주당         | 2013~2014 | 당명 변경 |
|           | 새정치민주연합 | 2014~2015 | 합당      |
|           | 더불어민주당   | 2015~현재 | 당명 변경 |

## 관련 작품

### 영화
- 《제보자》(2014년)
  - 수의학자 황우석의 줄기 세포 조작 사건을 모티브로 만든 작품이다.
  - 배우 장광이 최문순을 연기하였다.

## 상훈
- 1991년: MBC 창사 30주년 공로상
- 1992년: 제3회 방송보도상
- 1992년~1993년: MBC 이달의 기자상(4회 수상)
- 1993년: 제3회 한국언론학회 언론상(방송부문 공로상), 방송문화진흥대상, 한국방송대상 우수 작품상
- 1996년: 안종필 자유언론상
- 1998년: 한국방송대상 보도기자상
- 2008년: 국정감사 NGO모니터단 선정 ‘국정감사 우수의원’
- 2009년: 제8회 송건호 언론상
- 2009년: 민주당 언론악법 폐지 서명운동 공로패
- 2010년: '2009 민주당 파워블로그어워드' 파워블로그 상, 국정감사 NGO 모니터단 선정 '국정감사 우수의원'
- 2015년: '2015 대한민국 경제리더 대상' 가치경영 부문[32]
- 2016년 '제6회 기후변화 그랜드 리더스 어워드' 시상식에서 지자체부문을 수상했다.[33]

## 관련 기사
- 정찬. 최문순① “제2 개성공단, 강원도 먹여 살리는 근본해결책”[깨진 링크(과거 내용 찾기)]. 폴리뉴스. 2011년 12월 18일.
- 정찬. 최문순② “시설투자 줄여 흑자올림픽 만들겠다”[깨진 링크(과거 내용 찾기)]. 폴리뉴스. 2011년 12월 18일.
- 정찬. 최문순③ “안철수 현상, 정치 ‘귀족화’‘영속화’ 거부”[깨진 링크(과거 내용 찾기)]. 폴리뉴스. 2011년 12월 19일.
- 고영민. "변방에서 벗어나 동북아시대 중심으로 우뚝 설 것". 재외동포신문. 2012년 4월 11일.

## 같이 보기
- 박원순
- 안희정
- 엄기영
- 이광재
- 대한민국 제18대 국회의원 선거 통합민주당 후보 목록#비례대표
- 강원특별자치도지사